# Slavija (Beograd)
Trg Slavija (ćir. Трг Славија), nekada i Trg Dimitrija Tucovića (ćirilično: Трг Димитрија Туцовића), jedan je od središnjih gradskih trgova u glavnom gradu Republike Srbije Beogradu.

## Lokacija
Trg se nalazi manje od 1,5 km južno od Terazija (središta grada), a nadmorska mu je visina 177 metara. Prostor koji pokriva dug je 130 m, a širok 110 m. Veći dio pripada gradskoj općini Vračar, dok manji dio pripada drugoj općini, Savskom Vencu.

## Povijest

### Razdoblje prije Drugog svjetskog rata
Sve do 1880-ih godina područje današnjeg trga bilo je velika bara na istočnom rubu grada, gdje su Beograđani lovili divlje patke. Oblikovanje tog prostora u trg započeo je dobro poznati škotski poduzetnik Francis Mackenzie, kupivši velik komad zemlje iznad današnjeg trga koji je kasnije raporedio na manje parcele namijenjene za daljnju prodaju (taj dio kasnije je nazvan Englezovac). Ubrzo nakon toga ondje je izgradio i vlastitu kuću, koja je 1910. godine pretvorena u Socijalistički narodni dom. Druge, manje zgrade koje su se ondje nalazile, bile su poznate kavane „Tri seljaka“ i „Rudničanin“, koje su uništene prije i za vrijeme Drugog svjetskog rata.

### Nakon Drugog svjetskog rata
Godine 1947. trg mijenja ime iz „Slavija“ te dobiva službeno ime „Trg Dimitrija Tucovića“, po istaknutom srpskom socijalistu koji je živo i djelovao na prijelazu iz 19. u 20. stoljeće. U njegovu čast postavljeno je i brončano poprsje, rad Stevana Bodnarova. Godine 1962. otvoren je hotel Slavija, koji je proširen i moderniziran 1989. te danas posjeduje četiri zvjezdice. Dana 24. ožujka 1989. na ovom trgu otvoren je prvi McDonald's restoran na području Istočne Europe. Početkom 2000-ih godina trgu je ponovno službeno vraćeno ime „Slavija“.

## Prometna važnost
Slavija je jedna od najprometnijih lokacija u Beogradu. To je jedno od rijetkih mjesta u gradu na kojem prometuju sve tri vrste javnog prijevoza: tramvaji, trolejbusi i gradski autobusi, tako da su prometne gužve učestala pojava. Cestovni kružni tok prometa grana se u osam ulica koje nastavljaju prema drugim dijelovima grada.

## Arhitektura
Zbog uzastopnih građevinskih preinaka i promjena koje se izvode, Slavija je postala sinonim za ružno i arhitektonski devastirano područje. Poznata je i beogradska urbana legenda o „prokletstvu Mitićeve rupe“, što je naziv za niz neuspjelih projekata gradnje moderne robne kuće na Slaviji, a ime nosi po Vladi Mitiću, koji je neuspješno započeo spomenuti projekt još prije Drugog svjetskog rata. Iako su kasnije postojala brojna rješenja, projekt čak ni danas nije realiziran.

## Vanjske poveznice
Sestrinski projekti
|  | Zajednički poslužitelj ima još gradiva o temi Slavija (Beograd) |